# En ha-Choresz
En ha-Choresz (hebr. ‏עין החורש‎) – kibuc położony w samorządzie regionu Emek Chefer, w Dystrykcie Centralnym, w Izraelu.
Członek Ruchu Kibuców (Ha-Tenu’a ha-Kibbucit).

## Historia
Kibuc został założony w 1932 przez członków ruchu Ha-Szomer Ha-Cair ze Wschodniej Europy.

## Gospodarka
Gospodarka kibucu opiera się na rolnictwie, uprawach cytrusów i hodowli krów mlecznych.